# Super Bowl XXII
Super Bowl XXII was de 22ste editie van de Super Bowl, de American Football-finale tussen de kampioenen van de National Football Conference en de American Football Conference van 1987. De Super Bowl werd op 31 januari 1988 gehouden in het Jack Murphy Stadium in San Diego. De Washington Redskins wonnen de wedstrijd met 42–10 tegen de Denver Broncos en werden zo de kampioen van de National Football League.

## Play-offs
Play-offs gespeeld na het reguliere seizoen.
| Geplaatste teams | Geplaatste teams                    | Geplaatste teams                    | Geplaatste teams                   | Geplaatste teams                   |
| Plaats           | AFC                                 | AFC                                 | NFC                                | NFC                                |
| ---------------- | ----------------------------------- | ----------------------------------- | ---------------------------------- | ---------------------------------- |
| 1                | Denver Broncos (West-winnaar)       | Denver Broncos (West-winnaar)       | San Francisco 49ers (West-winnaar) | San Francisco 49ers (West-winnaar) |
| 2                | Cleveland Browns (Centraal-winnaar) | Cleveland Browns (Centraal-winnaar) | Chicago Bears (Centraal-winnaar)   | Chicago Bears (Centraal-winnaar)   |
| 3                | Indianapolis Colts (Oost-winnaar)   | Indianapolis Colts (Oost-winnaar)   | Washington Redskins (Oost-winnaar) | Washington Redskins (Oost-winnaar) |
|                  | AFC Wild Card Game                  | AFC Wild Card Game                  | NFC Wild Card Game                 | NFC Wild Card Game                 |
| 4                | Houston Oilers                      | 23                                  | New Orleans Saints                 | 10                                 |
| 5                | Seattle Seahawks                    | 20                                  | Minnesota Vikings                  | 44                                 |

|  | Divisional Play-offs       | Divisional Play-offs       |                              |    | NFC & AFC Championships | NFC & AFC Championships |  |  | Super Bowl XXII | Super Bowl XXII |
|  |                            |                            |                              |    |                         |                         |  |  |                 |                 |
|  |                            |                            |                              |    |                         |                         |  |  |                 |                 |
|  | Mile High Stadium, 10 jan. |                            |                              |    |                         |                         |  |  |                 |                 |
|  |                            |                            |                              |    |                         |                         |  |  |                 |                 |
|  | Denver Broncos             | 34                         |                              |    |                         |                         |  |  |                 |                 |
|  | Denver Broncos             | 34                         | Mile High Stadium, 17 jan.   |    |                         |                         |  |  |                 |                 |
|  | Houston Oilers             | 10                         |                              |    |                         |                         |  |  |                 |                 |
|  | Houston Oilers             | 10                         | Denver Broncos               | 38 |                         |                         |  |  |                 |                 |
|  | Cleveland Stadium, 9 jan.  |                            | Denver Broncos               | 38 |                         |                         |  |  |                 |                 |
|  |                            | Cleveland Browns           | 33                           |    |                         |                         |  |  |                 |                 |
|  | Cleveland Browns           | Cleveland Browns           | 33                           | 38 |                         |                         |  |  |                 |                 |
|  | Cleveland Browns           |                            | Jack Murphy Stadium, 31 jan. | 38 |                         |                         |  |  |                 |                 |
|  | Indianapolis Colts         | 21                         |                              |    |                         |                         |  |  |                 |                 |
|  | Indianapolis Colts         | 21                         | Denver Broncos               | 10 |                         |                         |  |  |                 |                 |
|  | Soldier Field, 10 jan.     |                            | Denver Broncos               | 10 |                         |                         |  |  |                 |                 |
|  |                            | Washington Redskins        | 42                           |    |                         |                         |  |  |                 |                 |
|  | Chicago Bears              | Washington Redskins        | 42                           | 17 |                         |                         |  |  |                 |                 |
|  | Chicago Bears              | Robert F. Kennedy, 17 jan. |                              | 17 |                         |                         |  |  |                 |                 |
|  | Washington Redskins        | 21                         |                              |    |                         |                         |  |  |                 |                 |
|  | Washington Redskins        | 21                         | Washington Redskins          | 17 |                         |                         |  |  |                 |                 |
|  | Candlestick Park, 9 jan.   |                            | Washington Redskins          | 17 |                         |                         |  |  |                 |                 |
|  |                            | Minnesota Vikings          | 10                           |    |                         |                         |  |  |                 |                 |
|  | San Francisco 49ers        | Minnesota Vikings          | 10                           | 24 |                         |                         |  |  |                 |                 |
|  | San Francisco 49ers        |                            |                              | 24 |                         |                         |  |  |                 |                 |
|  | Minnesota Vikings          | 36                         |                              |    |                         |                         |  |  |                 |                 |
|  | Minnesota Vikings          | 36                         |                              |    |                         |                         |  |  |                 |                 |